# Municipio de Yadkin College
El municipio de Yadkin College (en inglés: Yadkin College Township) es un municipio ubicado en el  condado de Davidson en el estado estadounidense de Carolina del Norte. En el año 2010 tenía una población de 710 habitantes.

## Geografía
El municipio de Yadkin College se encuentra ubicado en las coordenadas 35°52′20.5″N 80°22′32.2″O / 35.872361, -80.375611.